# Jan Veth

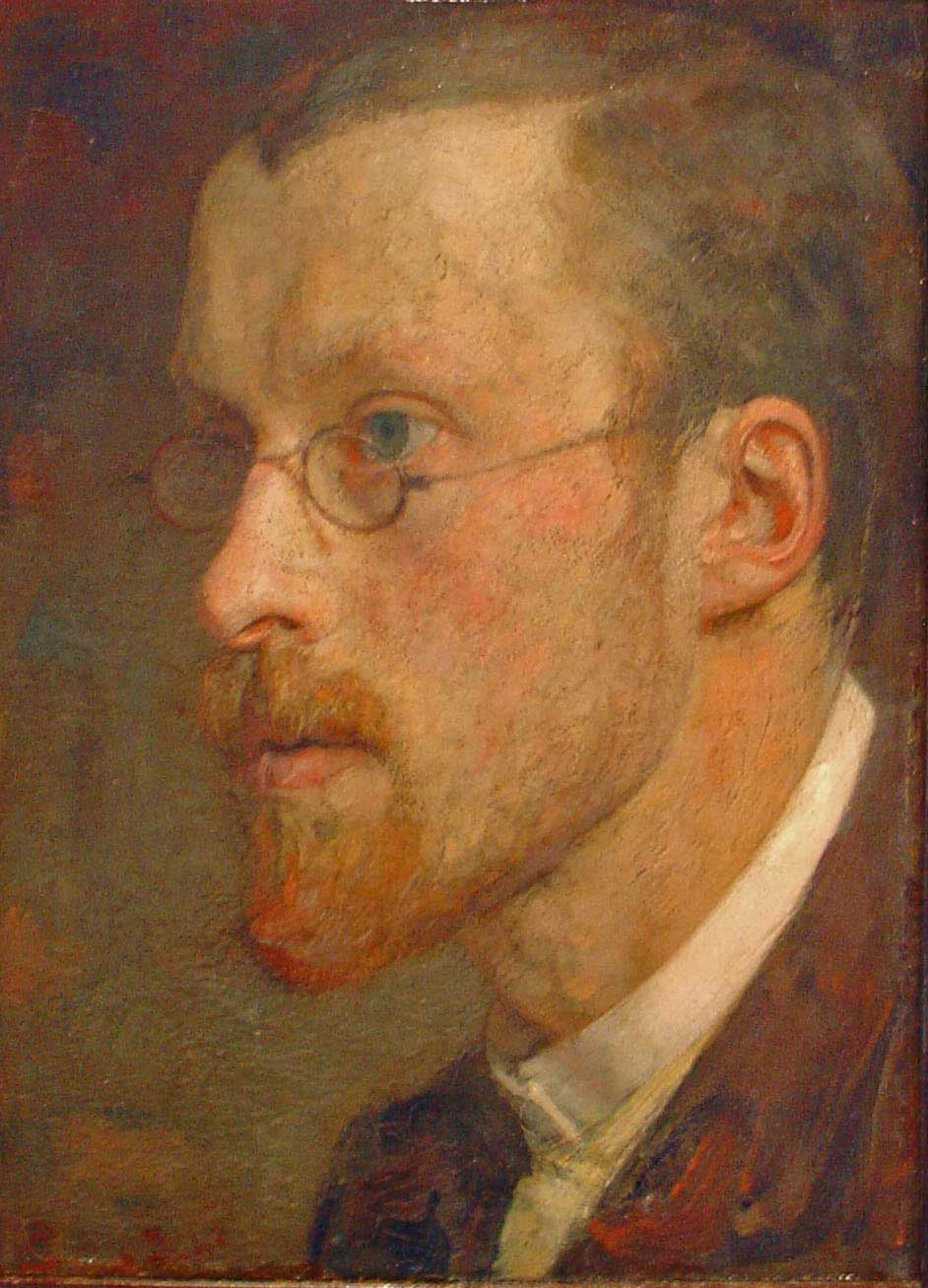
Selbstporträt, 1887. Öl auf Leinwand, 35 × 26 cm. Drents Museum, Assen.

Jan Pieter Veth (18. Mai 1864 in Dordrecht – 1. Juli 1925 in Amsterdam) war ein niederländischer Maler, Dichter, Kunstkritiker und Hochschullehrer für Kunstgeschichte und Ästhetik. Er wurde insbesondere als Porträtmaler bekannt und fertigte Gemälde, Zeichnungen und Radierungen vor allem von Künstlern und Wissenschaftlern.

## Leben
Jan Veth war der Sohn von Gerrardus Huibert Veth und Anna Cornelia Giltay. Sein Vater war ein angesehener Eisenhändler in Dordrecht und ein liberaler Politiker, seine Mutter stammte aus einer berühmten Malerfamilie, den Van Strij aus Dordrecht, sie war eine Enkelin von Jacob van Strij. Veth studierte Malerei an der Rijksakademie van beeldende kunsten, der Reichsakademie der Bildenden Künste in Amsterdam. Mit einigen seiner Kommilitonen gründete er die Künstlervereinigung Sint Lucas. Ab 1885 arbeitete er in der Werkstatt des Malers Anton Mauve im nordholländischen Laren.

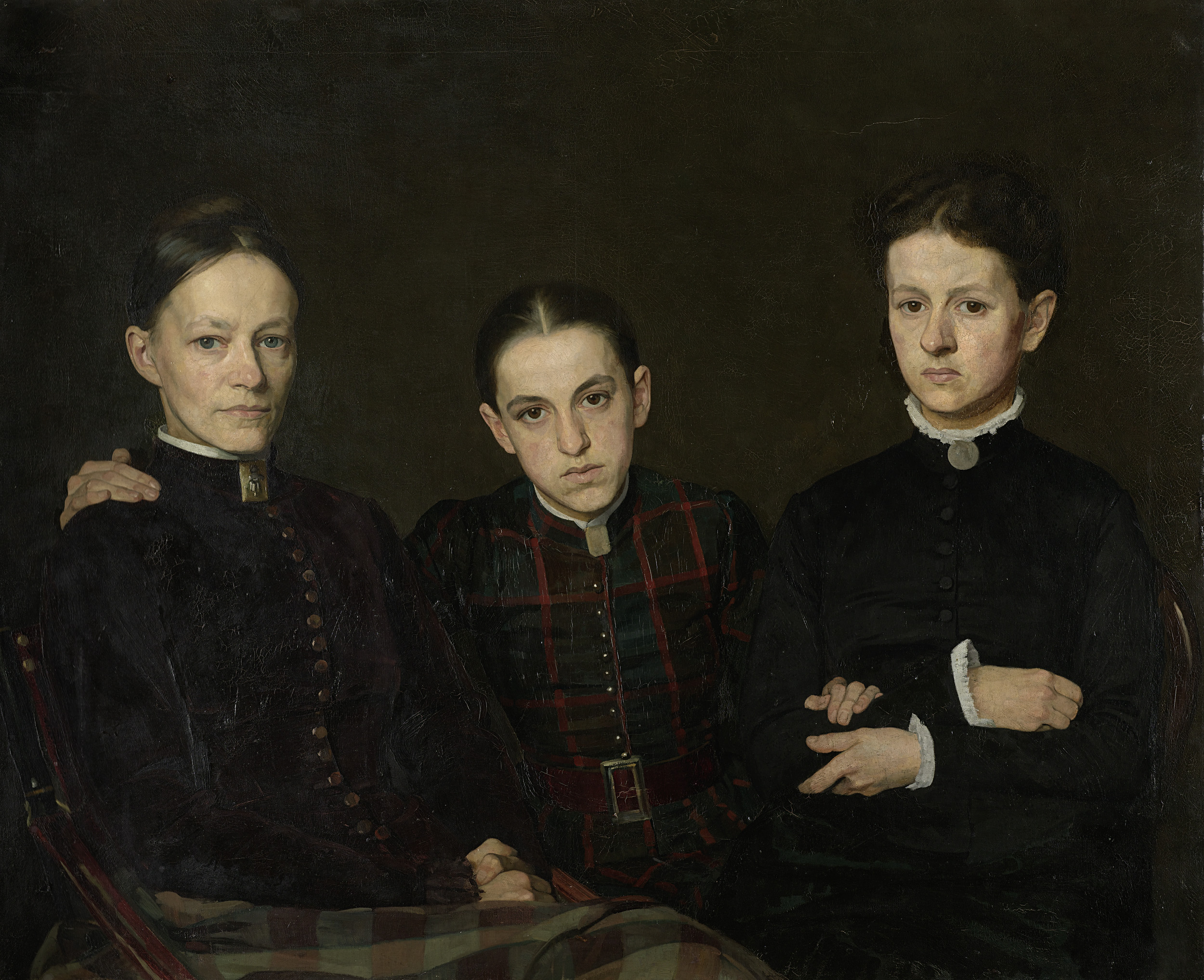
Porträt von Cornelia, Clara und Johanna Veth, 1885. Öl auf Leinwand. 90,2 × 109,6 cm. Rijksmuseum Amsterdam.

Am 10. August 1888 heiratete er Anna Dorothea Dirks. Nach seiner Heirat ließ er sich in Bussum nieder. Das Paar hatte fünf Kinder.
Bekannt geworden ist Jan Veth als Maler, Zeichner und Radierer von wohl reflektierten Porträts. Zuvörderst malte Veth Angehörige seiner Familie und Freunde, insbesondere Malerkollegen. Zu den von ihm porträtierten Wissenschaftlern zählten die Mediziner Arnold Aletrino und Christiaan Eijkman, ein späterer Nobelpreisträger, der Physiker Johannes Petrus Kuenen, die Historiker Reinier Cornelis Bakhuizen van den Brink und Theodorus Jorissen sowie der Kunstgeschichtler Wilhelm von Bode. Aus der Künstlerschaft malte er die Schriftsteller Albert Verwey und Lodewijk van Deyssel, die Malerkollegen August Allebé, Jozef Israëls und Max Liebermann, die Komponistin Rosy Wertheim. Für das Märchen De Kleine Johannes seines Freundes Frederik van Eeden gestaltete er den Buchumschlag. Für niederländische Kolonien entwarf er 1902 Briefmarken mit dem Bildnis von Königin Wilhelmina der Niederlande. 1918 porträtierte er die Königinmutter Emma von Waldeck und Pyrmont, die lange Jahre Regentin der Niederlande gewesen war. Im Jahr 1924 erhielt er den Auftrag, auch für die niederländische Post Briefmarken mit dem Porträt von Königin Wilhelmina zu gestalten.

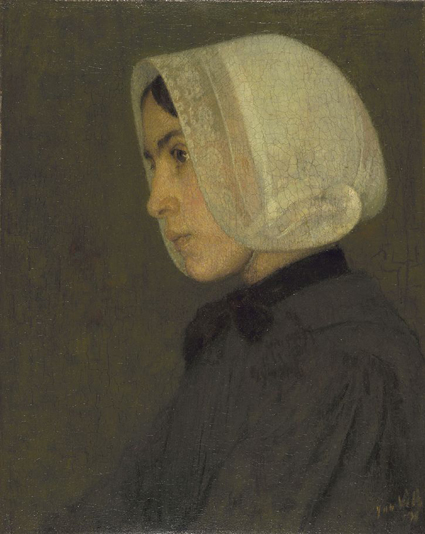
Heintje, 1891. Öl auf Leinwand. Dordrechts Museum

Als berühmtestes Werk Veths gilt das Gemälde Heintje, ein Mädchen aus Het Gooi, dem Gooiland in Nordholland, gelegen zwischen Amsterdam, Amersfoort und Utrecht. Das Werk aus dem Jahr 1891, zu dem auch eine Kreidezeichnung des Künstlers besteht, befindet sich im Dordrechts Museum und zeigt ein junges Mädchen, welches später auch als Modell für das Gemälde Karen (1893) bereitstand. Das Dordrechts Museum schreibt über die Zeichnung Heintjes: „Einfachheit ist das Kennzeichen des Wahren. Ist das nicht in der feinen Kreidezeichnung noch deutlicher zu erkennen [als im gleichnamigen Gemälde]? Wahrheit, Reinheit, Natur pur – drückt sie nicht allemal Unschuld aus? Abgebildet wird ein junges, unbefangenes, frommes Mädchen. Ein symbolisches Thema, welches viele Maler um 1890 beschäftigte: Toorop, Gauguin, Matthijs Maris. Gauguin sah Frömmigkeit in bretonischen Frauen, Veth in Frauen der ländlichen Gebiete [Nordhollands].“

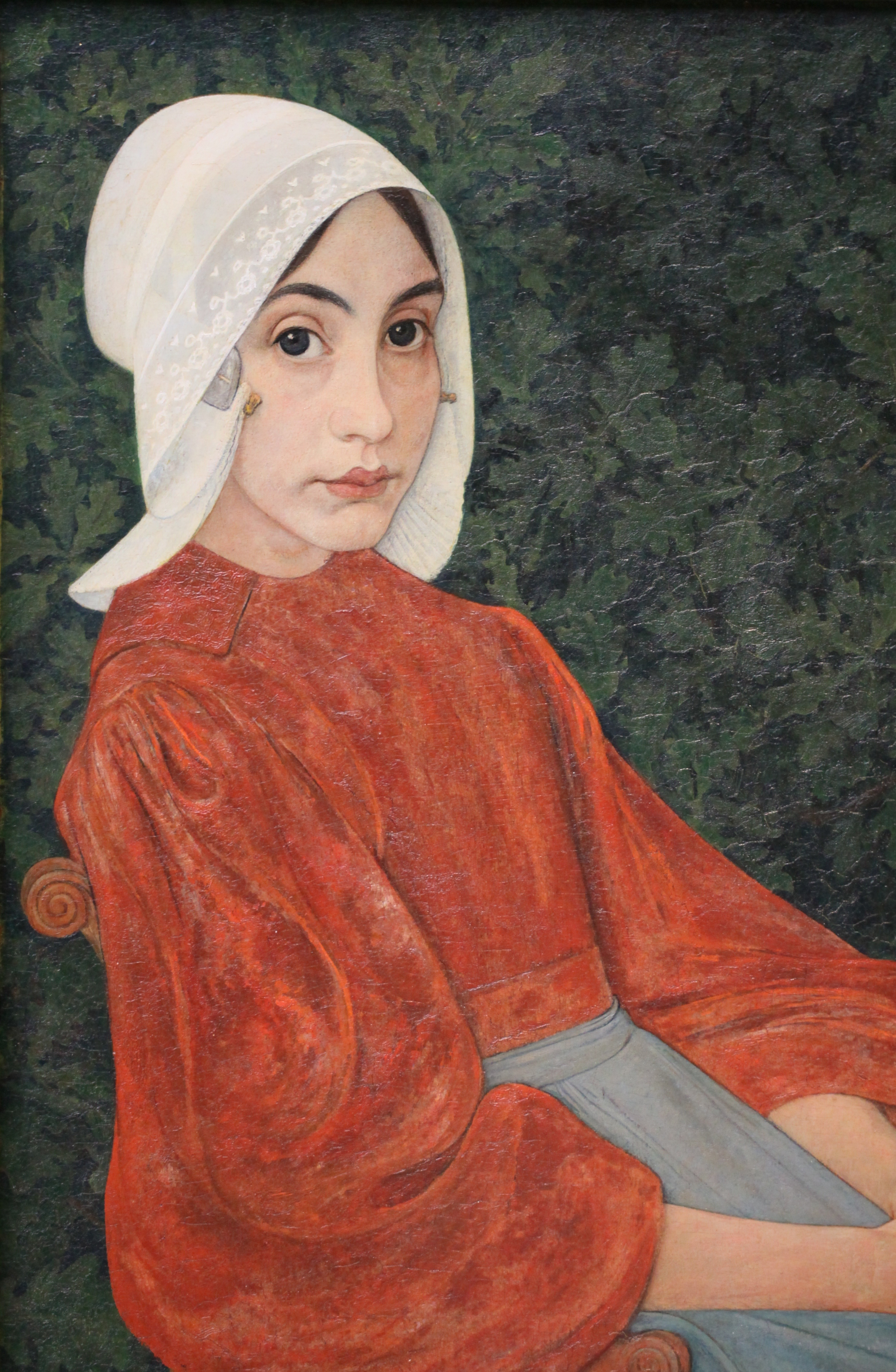
Karen, 1892. Öl auf Leinwand. Kröller-Müller Museum in Otterlo

Das Gemälde Karen (1892) befindet sich im Kröller-Müller Museum in Otterlo und zeigt die Frau aus Andersens Märchen Die roten Schuhe. Veth malte eine stilisierte Version des Mädchens, die leicht unwirklich wirkt und daher umso symbolischer. Veth wurde für diese Darstellung auch heftig kritisiert. Aber die flächige Farbgestaltung in engen Konturen verlieh Karen ein durchaus modernes Aussehen.
Er war auch Dichter und Schriftsteller. Er gehörte den Tachtigers an, einer Erneuerungsbewegung niederländischer Literaten in den 1880er Jahren, und publizierte in deren Zeitschrift De Nieuwe Gids, die 1885 gegründet wurde. Eine lange Freundschaft verband ihn auch mit dem Kunsthistoriker Johan Huizinga, der nach Veths Ableben dessen Biographie schrieb. Huizinga charakterisierte auch die Gruppe rund um die Zeitschrift De kroniek, gegründet von Pieter Lodewijk Tak in den 1890er Jahren, der sich Veth ebenfalls angeschlossen hatte. Diese Künstlergruppe wurde als „beweging van negentig“ [Bewegung der Neunziger] bekannt. Ihr gehörten weiters die Eheleute Henriette und Richard Roland Holst sowie André Jolles an. Huizinga beschrieb die Aufbruchsbewegung wie folgt: „Die Wende der Geister, die sich ungefähr 1890 in Kunst- und Literaturleben der Niederlande begann bemerkbar zu machen, beruhte zum Teil auf einer Reaktion gegen den übermäßigen Individualismus und Impressionismus der ersten Trachtigers, und versprühte ein Bedürfnis nach mehr Stil und Entschiedenheit, mehr feste Richtung und Glaube. […] Es konzentrierte sich an zwei Polen, den des Sozialismus und den der Mystik. Doch für den einen wie für den anderen war das Los: Kunst und Zusammenleben, monumentale Kunst.“ Veth publizierte selbst auch regelmäßig in De kroniek und sein Buch Streifzüge eines holländischen Malers in Deutschland wurde 1904 von Bruno Cassirer in der Bibliothek ausgewählter Kunstschriftsteller herausgegeben. Seine bekannten Buchpublikationen befassten sich mit bedeutenden Malern wie Rembrandt, Dürer und Israëls.
Veth lehrte als außerordentlicher Professor für Kunstgeschichte und Ästhetik an der Rijksakademie in Amsterdam. Er gehörte dem Museumskuratorium des Museum Het Rembrandthuis an und machte dort wesentliche Vorschläge für die Schwerpunktbildung der Sammlung. Am 28. April 1923 wurde er zum Mitglied der Königlich Niederländischen Akademie der Wissenschaften ernannt.
Jan Veth hinterließ in seinen unterschiedlichen Funktionen – als Maler, Schriftsteller und Lehrer – deutliche Spuren im niederländischen Kunst- und Kulturleben. Er soll in all diesen Funktionen Optimismus mit Realismus verbunden haben, ist mit großer Offenheit an die Menschen herangegangen, was ihm bei Porträtmalen sehr zugutekam, kämpfte aber auch mit großer Leidenschaft für seine Ansichten.

## Galerie

Gemälde
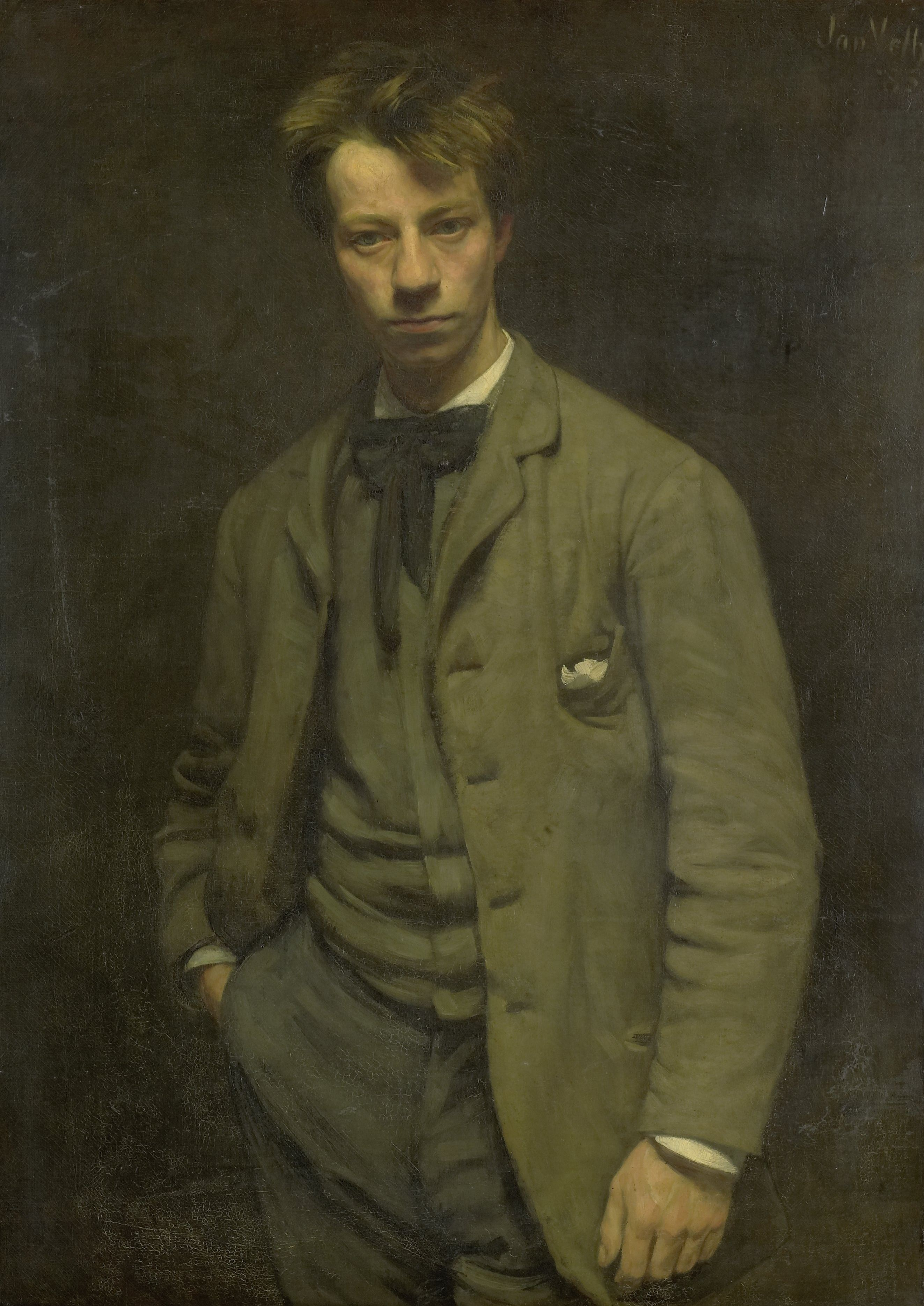
Albert Verwey 1885
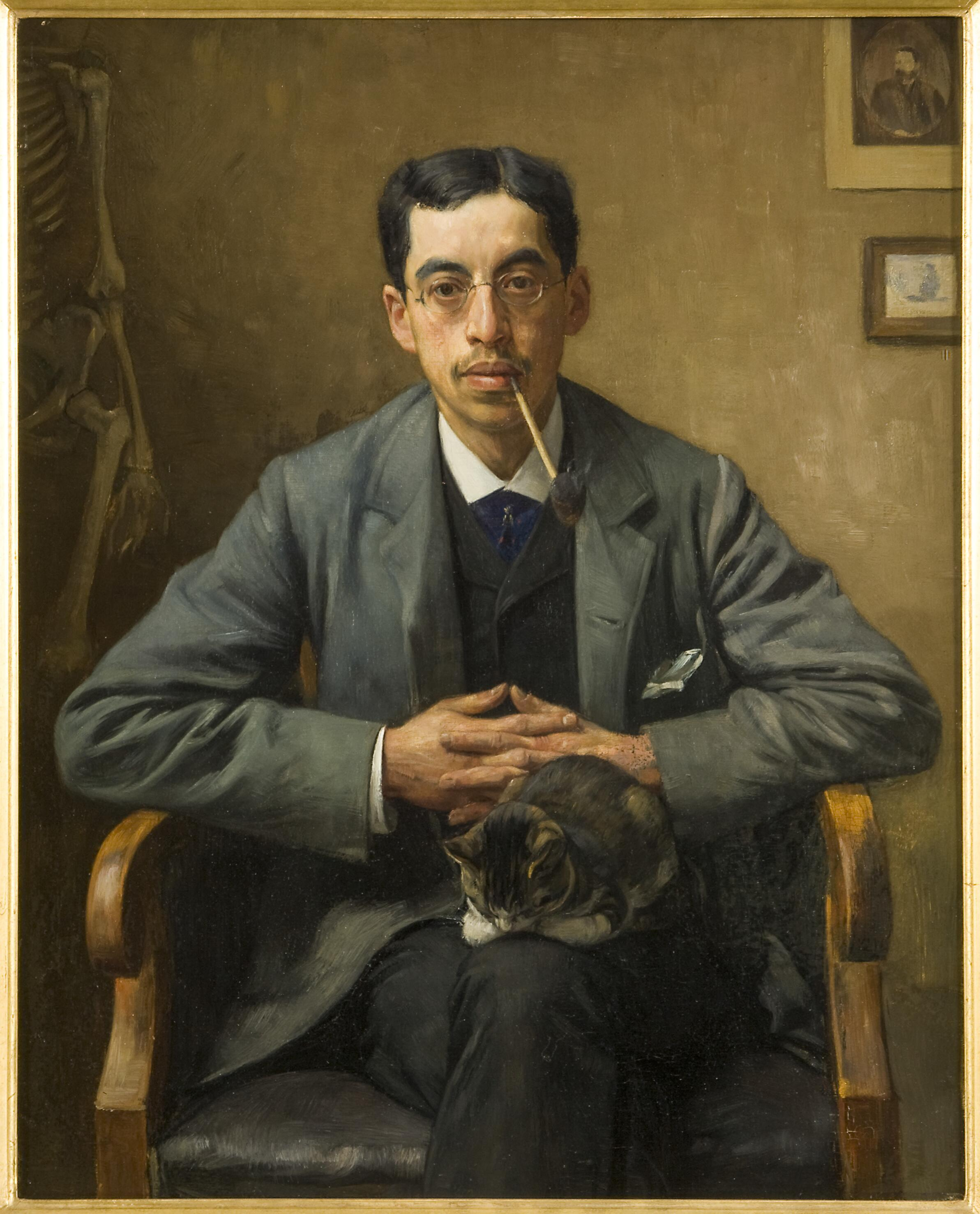
Arnold Aletrino 1885
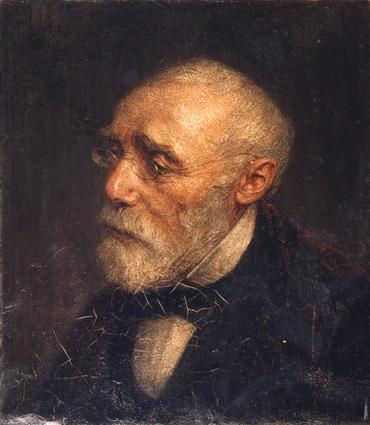
Jozef Israëls 1887
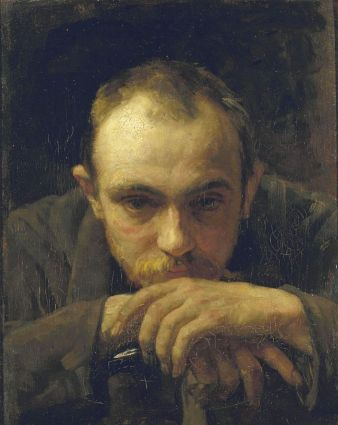
Maurits van der Valk etwa 1890
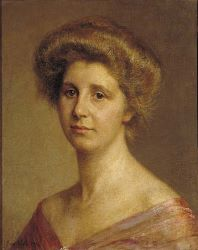
Rosy Wertheim 1912

Radierungen und Zeichnungen
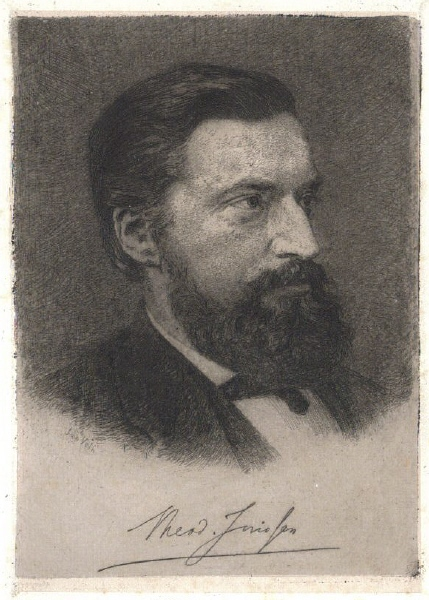
Theodorus Jorissen 1891
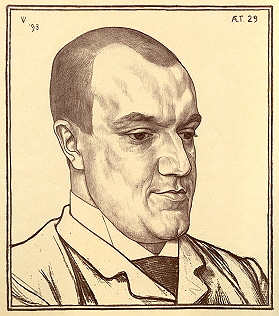
Lodewijk van Deyssel 1893
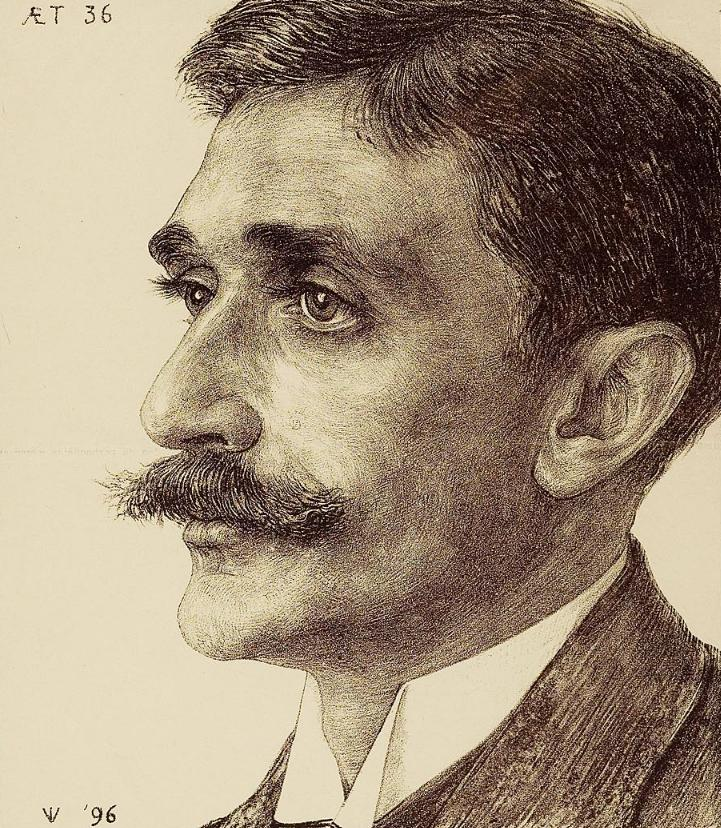
Willem Johannes Leyds 1896
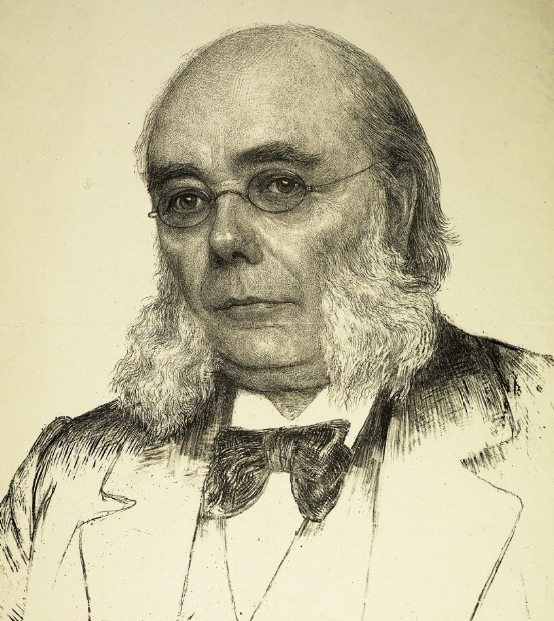
Hendrik Pierson 1896
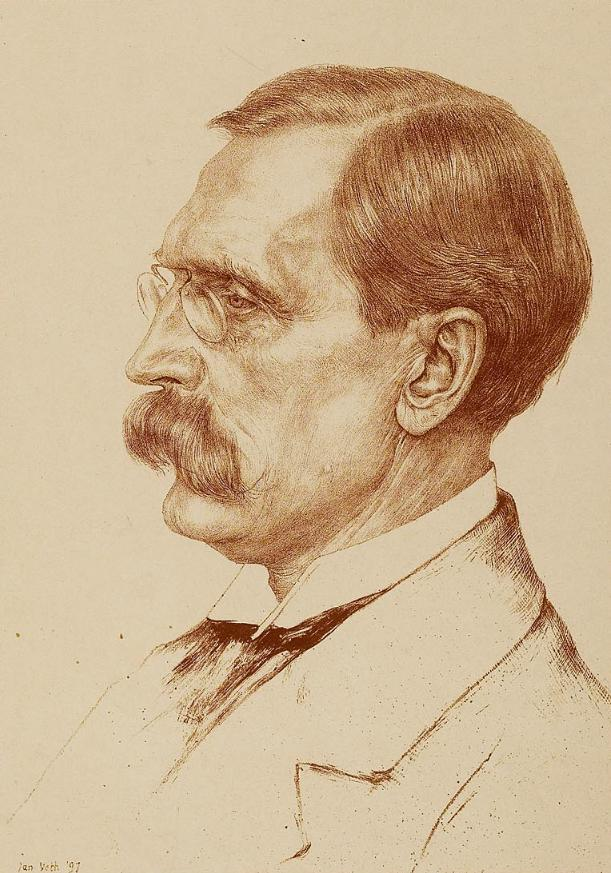
Wilhelm von Bode 1897

## Werke (Auswahl)
Porträts
- Albert Verwey (1885)
- Arnold Aletrino (1885)
- Cornelia, Clara und Johanna Veth (1885)
- Maurits van der Valk (1886)
- Kind aus Laren (1886)
- Selbstporträt (1886)
- Prof. Dr. Pieter Johannes Veth (sein Onkel) (1886)
- Lambertus Zijl (1886)
- Anna Cornelia Veth-Giltay (seine Mutter) (1887)
- Hein Boeken (1887)
- Frank van der Goes (1887)
- Jozef Israëls (1887)
- Frans Lebret (1888)
- Heintje, ein Mädchen aus Goois (1891)
- Dr. H.G. Samson (1893)
- Dr. J.A. Fles (1895)
- Willem Leyds (1896)
- Jeltje de Bosch Kemper (1896)
- Rudolph Peter Johann Tutein Nolthenius (1897)
- Alieda Maria Tutein Nolthenius (1898)
- Abraham Kuyper (1899)
- Gerradus Huibert Veth (sein Vater) (1900)
- Johannes Messchaert (1903)
- Max Liebermann (1904)
- Klazina Boxman-Winkler (1906)
- Prof. August Allebé (1907)
- H.J.E. Wertheim Salomonson-Hijmans (1908)
- Reinier Cornelis Bakhuizen van den Brink (1909)
- Rosy Wertheim (1912)
- Prof. Antoon Derkinderen (1915)
- Dirk Hudig (1917)
- Emma von Waldeck und Pyrmont (1918)
- A.J. Lebret (1920)
- Jean Pierre Moquette (1921)
- Johannes Petrus Kuenen (1922)

Weitere bildnerische Arbeiten
- Schiffswerft, Gemälde (o. J.)
- Straatje in Naarden, Gemälde (o. J.)
- Briefmarken für die Niederländisch-Indien, Curaçao und Suriname mit dem Porträt von Königin Wilhelmina der Niederlande (1902)
- Briefmarken für die Niederlande mit dem Porträt von Wilhelmina der Niederlande (1924)

Buchpublikationen
- Streifzüge eines holländischen Malers in Deutschland. Bibliothek ausgewählter Kunstschriftsteller, Bruno Cassirer 1904.
- Rembrandt’s leven en Kunst. 1906 (im Auftrag des Allgemeinen Ausschusses für die Gedenkfeiern zu Rembrandts 300. Geburtstag).
- (gem. mit Samuel Muller Fz.): Albrecht Dürers Niederländische Reise. Grote, Berlin 1918, Band I: Die Urkunden über die Reise. Band II: Geschichte der Reise.
- Josef Israels und seine Kunst. Cohen, Hiersemann, Leipzig / Amsterdam o. J.